# Musée d'Art Costantino-Barbella
Le Musée d'Art Costantino Barbella, dédié au sculpteur Costantino Barbella, est un musée situé à Chieti, dans le Palais Martinetti Bianchi. Cet édifice du XVIIe siècle est un ancien couvent des Jésuites.
Le musée abrite des collections d'œuvres d'art datant du XIVe siècle à nos jours. Parmi elles figurent notamment de nombreuses sculptures de Costantino Barbella ainsi que les anciennes majoliques de Castelli, issues de la donation effectuée par le Professeur Raffaele Paparella Treccia, descendant de la famille Martinetti Bianchi, et son épouse Margherita Devlet.

## Histoire
Le couvent des Jésuites est fondé grâce au legs testamentaire de Chieti Donato Alucci. En 1767, à la suite de l'expulsion des Jésuites du royaume de Naples par la monarchie Bourbon, le couvent est acheté en 1786 par Pietro Franchi, qui en fait une habitation privée et y aménage des boutiques et des logements. En 1850, le palais est acquis par la famille Martinetti Bianchi qui en conserve aujourd'hui encore une grande partie.